# Коммунистический проспект (Лесной)
Коммунисти́ческий проспе́кт — центральная, осевая улица закрытого города Лесного Свердловской области.

## История
Первые дома появились в 1948 году, с началом строительства города. Название дано в 1949 году. Изначально улица носила имя И. В. Сталина. Решением горисполкома от 13 ноября 1961 года переименована в Коммунистический проспект.

## Описание
Улица пересекает город Лесной строго с севера на юг, от промплощадки комбината «Электрохимприбор» до КПП у Нижне-Туринского водохранилища. Протяжённость – 3320 метров. Одна половина улицы пролегает по территории, относящейся к промышленной зоне, другая – по территории жилого сектора.
Нумерация зданий на Коммунистическом проспекте начинается в жилой зоне, после пересечения улицы Мамина-Сибиряка.
Автомобильное движение в промышленной зоне осуществляется по четырёхполосной дороге. В жилой зоне значительный отрезок улицы является пешеходным.

## Достопримечательности
- Управление комбината «Электрохимприбор»
- Мемориальные доски Д. Е. Васильеву и А. Я. Мальскому – первым директорам предприятия «Электрохимприбор» – на входе в здание заводоуправления;
- Стела возле заводоуправления с изображением орденов Ленина и Октябрьской революции, которыми награждён комбинат «Электрохимприбор»;
- Парк патриотического воспитания
- Поликлиника комбината «Электрохимприбор»
- Мемориальная доска первому начальнику политотдела завода № 814 (комбинат «Электрохимприбор») А. П. Мальцеву на доме № 10;
- Сквер имени Ю. А. Гагарина
- Городская гостиница
- Технологический институт Лесного (филиал НИЯУ МИФИ)
- Памятник научному руководителю завода № 814 (комбинат «Электрохимприбор»), академику АН СССР Л. А. Арцимовичу перед зданием Технологического института;
- Общежитие «Дружба»
- Мемориальный комплекс в честь Победы в Великой Отечественной войне на пересечении с улицей Победы.